# Saccolongo
Saccolongo là một đô thị thuộc tỉnh Padova vùng Veneto, tọa lạc cách khoảng 45 km về phía tây của Venezia và cách khoảng 9 km về phía tây của Padova. Tại thời điểm ngày 31 tháng 12 năm 2004, đô thị này có dân số 4.538 người và diện tích 13,7 km².
Đô thị Saccolongo bao gồm các frazioni (các đơn vị cấp dưới, chủ yếu là làng) Creòla và Canton della Madonna.
Saccolongo giáp các đô thị: Cervarese Santa Croce, Mestrino, Rubano, Selvazzano Dentro, Teolo, Veggiano.